# Zemlja Pavlovića
Pavlovina ili Pavlovića zemlja je naziv za područje koje je bilo pod obitelji Pavlović na istoku Vrhbosne, sa samom župom Vrhbosnom, dok se ostatak Vrhbosne obično nazivao Kraljevinom. Neko vrijeme je obuhvaćalo i jezgru stare Travunje, kao južnu enklavu. Područje je jedno od prvih koje je potpalo pod Osmanlije.

## Nastanak
Rodonačelnik obitelji Pavlovića bio je plemić Raden Jablanić po kojem su se pripadnici obitelji nazivali i Radenovići. Njegov sin, knez Pavao Radenović (Radinović) bio je jedan od najmoćnijih plemića u Vrhbosni s kraja 14. i početka 15. stoljeća. Držao je posjede u okolici današnjeg Sarajeva (Vrhbosna), Praču, Borač i rudnik Olovo, a od kraja 14. stoljeća još i Trebinje, Vrm s Klobukom i dio Konavala s Cavtatom Bileću i Fatnicum kao jezgru nekadašnje Travunje. Kod trgovačkog mjesta Prača sagradio je dvorac Pavlovac. Ubio ga je 1415. godine vojvoda Sandalj Hranić u Sutjesci u zavjeri plemića predvođenih bosanskim kraljem i banom Stjepanom Ostojom.
Kneza Pavla naslijedila su dvojica sinova, vojvoda Petar I. Pavlović († 1420.) i knez Radoslav Pavlović († 1441.), koji su prešli na osmansku stranu kako bi osvetili očevu smrt. Vojvoda Sandalj Hranić napao je Pavlove sinove kako bi im oteo posjede i u tom sukobu je 1420. poginuo vojvoda Petar I., dok se Radoslav izmirio sa Sandaljem. Tako su njegovi nasljednici su uspjeli sačuvati većinu očeve ostavštine, izgubivši samo južnu enklavu oko Trebinja.
Međutim to je bilo kratkotrajno, jer su Pavlovići među prvima stradali 1463. godine pri osmanskom osvajanju (središnje) Vrhbosne.